# Система
Систе́ма (від дав.-гр. σύστημα — «сполучення», «ціле», «з'єднання») — множина взаємопов'язаних елементів, що утворюють єдине ціле, взаємодіють із середовищем та між собою, і мають мету.

## Загальна характеристика
Системою називають багато різноманітних понять, як фізичних (нервова система, транспортна система, система керування базами даних), так і логічних (банківська система, політична система, система рівнянь).
В системному аналізі використовують різні визначення поняття «система». Зокрема, за В. М. Сагатовським, система — це скінченна множина функціональних елементів й відношень між ними, виокремлена з середовища відповідно до певної мети в межах визначеного часового інтервалу. Згідно з Ю. І. Черняком,, система — це відображення у свідомості суб'єкта (дослідника, спостерігача) властивостей об'єктів та їх відношень у вирішенні завдання дослідження, пізнання. Відома також велика кількість інших визначень поняття «система», що використовуються залежно від контексту, галузі знань та цілей дослідження.
Основні поняття систем
Множина –  це сукупність спостережуваних або мисленних   об'єктів – елементів множини. За кількістю елементів розрізняють скінченні та нескінчені множини. Якщо X – елемент множини М, то записують Х Є(М). Дві множини М і N еквівалентні, якщо кожному елементу множини М точно відповідає елемент множини N і навпаки. Якщо всі елементи множини N є в М, то N – підмножина М тобто N Є(М).
Сукупність усіх неналежних N елементів М називають доповненням множини N. Об'єднання М і N – це множина, всі елементи якої належать або М, або N. Перетинання М і N уключає усі елементи, які належать як М, так і N.
Система – це сукупність, яка створена із скінченної множини елементів. При цьому між елементами системи існують певні зв'язки. Можливі також системи, що мають ізольовані елементи (або групи елементів), котрі не мають зв'язків з іншими елементами системи.
Елемент і система є відносними поняттями з точки зору системного підходу, основним принципом якого є концепція цілісного, неможливість зводити складне до простого, цілого до частини, наявність у цільному об'єкті таких властивостей та якостей, котрі не можуть бути наявні в його частинах.
Системний підхід вимагає розглядати систему як частину надсистеми, з елементами котрої вона пов'язана, а окремі елементи системи можна в свою чергу розглядати як підсистеми.

## Пов'язані поняття
- Елементом системи називають найпростішу складову частину системи, яку умовно розглядають як неподільну. Поняття неподільності є умовним та визначається залежно від конкретних завдань. Наприклад при розгляді літака, як системи, немає потреби враховувати атомну будову його елементів.
- Підсистемою називають складову частину системи, яка сама є системою.
- У сукупності елементи й підсистеми називають компонентами системи. Поділ системи на окремі елементи й підсистеми є неоднозначним та залежить від мети й конкретних завдань дослідження.
- зв'язком називають співвідношення між компонентами системи, засновані на взаємозалежності і взаємообумовленості. Поняття «зв'язок» характеризує чинники виникнення й збереження цілісності та властивостей системи. З формального погляду зв'язок визначають як обмеження кількості ступенів вільності компонент системи.

Зв'язок можна охарактеризувати за напрямом, силою, характером (видом). За першою ознакою зв'язки поділяють на спрямовані й неспрямовані. За другою — на сильні та слабкі. Іноді для цього вводять шкалу сили зв'язків для конкретної задачі. За характером (видом) вирізняють зв'язки підпорядкування, породження (генетичні), рівноправні (байдужі), управління. Деякі з цих класів можна поділити більш детально: наприклад, зв'язки підпорядкування можуть бути типу «рід — вид», «частина — ціле»; зв'язки породження — типу «причина — наслідок». Зв'язки можна класифікувати також за місцем розташування (внутрішні й зовнішні), спрямованістю процесів у системі в цілому чи в окремих її підсистемах (прямі і зворотні) та за деякими більш конкретними ознаками. Зв'язки в конкретних системах можуть бути одночасно охарактеризовані за кількома з названих ознак.
- Метою системи називають її бажаний майбутній стан. Залежно від стадії пізнання об'єкта, етапу системного аналізу у цей термін вкладають різний зміст — від ідеальних устремлінь, що виражають активну свідомість окремих осіб або соціальних систем, до конкретних цілей-результатів. У першому випадку можуть формулюватися цілі, досягнення яких є неможливим, але до яких можна безупинно наближатися. У другому — цілі мають бути досяжними в межах певного інтервалу часу і формулюються іноді навіть у термінах кінцевого продукту діяльності. Часто розрізняють суб'єктивні та об'єктивні цілі. Суб'єктивна ціль — це суб'єктивний погляд дослідника (керівника, власника) на бажаний майбутній стан системи. Об'єктивна ціль — це майбутній реальний стан системи, тобто стан, до якого буде переходити система при заданих зовнішніх умовах і кері-вних впливах. Суб'єктивні й об'єктивні цілі системи у загальному випадку можуть розрізнятися. Зокрема, вони не збігаються, якщо система є погано дослідженою або якщо суб'єкт, який визначає цілі, недостатньо обізнаний із закономірностями функціонування системи чи ігнорує їх.

- Структурою системи називають сукупність необхідних і достатніх для досягнення цілей відношень (зв'язків) між її компонентами. При цьому в складних системах структура відображає не всі елементи та зв'язки між ними, а лише найістотніші, що мало змінюються при поточному функціонуванні системи й забезпечують існування системи та її основних властивостей. Структура характеризує організованість системи, стійку упорядкованість її елементів і зв'язків. Структурні зв'язки є відносно незалежними від елементів і можуть виступати як інваріант при переході від однієї системи до іншої, переносячи закономірності, виявлені й відбиті у структурі однієї з них, на інші.

Структура системи характеризує внутрішню організацію, порядок і побудову системи, тобто структура – це сукупність елементів і співвідношення (зв'язків) між ними. Якщо Е= {е1, е2,...еп} є множина елементів, а R = {r1, r2,...rп} – множина співвідношень (зв'язків), то структура Str = {Е, R} є множиною, яка складається з Е й R. 
- Стан системи — це сукупність значень її параметрів (властивостей) у певний момент часу. Його визначають або через вхідні впливи й вихідні сигнали (результати), або через макропараметри, макровластивості системи (тиск, швидкість, температура, уставний фонд тощо).

- Якщо система здатна переходити з одного стану до іншого, то говорять, що вона має певну поведінку. Цим поняттям користуються, коли не відомі закономірності (правила) переходу з одного стану до іншого. Тоді зазначають, що система має якусь поведінку, та з'ясовують її характер, механізми, алгоритми тощо.

- Рівновага — це здатність системи за відсутності зовнішніх впливів, що збурюють (чи при постійних впливах), зберігати свою поведінку як завгодно довго.

- Під стійкістю стану системи розуміють ситуацію, коли малим змінам зовнішніх впливів відповідають малі зміни вихідних параметрів системи чи її властивостей.

- Поняття розвитку, як і поняття рівноваги та стійкості, характеризує зміну стану системи в часі. Воно допомагає пояснити складні термодинамічні й інформаційні процеси у природі та суспільстві. Вирізняють еволюційний та стрибкоподібний (революційний) розвиток. У першому випадку характеристики з часом змінюються повільно, структура системи залишається незмінною. У другому — спостерігаються різкі стрибкоподібні зміни окремих параметрів системи, можуть змінюватися її будова й характер зв'язків між компонентами.

- Адаптацією називають процеси пристосування системи до зовнішнього середовища, унаслідок яких підвищується ефективність її функціонування. Ці процеси можуть супроводжуватися зміною структури та характеристик системи.

- Функціонування системи задається її структурою, яка повністю визначає спосіб функціонування. Відносно замкнута система з конкретною структурою функціонує однозначно. З іншого боку, функціонування не визначає структуру однозначно, тому що одна і та ж функція може бути реалізована різними структурами.

- Оточення (навколишнє середовище) системи теоретично включає все, що не входить в цю систему, реальне довкілля,  до якого входять: геосфера, атмосфера, біосфера (з людьми), техносфера, астросфера.

- Вхід  – це зовнішнє відношення навколишнього середовища до системи, тобто «навколишнє середовище - система». Сукупність усіх входів становить узагальнений вхід як вектор окремих дій, зв'язків (відносин) та (або) параметрів стану (операндів).

- Вихід  – це зовнішнє відношення системи до навколишнього середовища, тобто «система – навколишнє середовище». Сукупність усіх виходів може бути зведена до узагальненого виходу (вектора виходу).

Входи і виходи системи включають усі види зв'язків з навколишнім середовищем: бажані й небажані (завади), зв'язки матеріального (S), енергетичного (En) та інформаціоного (І) характеру.

## Різновиди

Розподіл систем за їх походженням

- Мікросистема (англ. microsystem, нім. Mikrosystem n) — матеріальна система з мікрочастинок (атомів, нуклонів);
- Макросистема (англ. macrosystem, нім. Makrosystem n) — фізична система, що складається з макротіл.

У процесі  вивчення можна виділити:
- Абстрактні системи — є продуктом людського мислення. Це поняття, категорії, гіпотези, теорії;
- Матеріальні системи поділяють на: закриті і відкриті, статичні і динамічні (детерміновані і випадкові)

За ступенем випадковості системи поділяють на:
- Детерміновані — рух і розвиток системи повністю зумовлений і не піддається випадковості, а складові частини взаємодіють точно;
- Випадкові — рух і розвиток системи є випадковим і розглядається як імовірний процес, неможливо точно передбачити, як вона буде поводити себе в будь-яких заданих умовах.

За внутрішньою побудовою системи поділяють на:
- Відкрита система — система, яка постійно обмінюється речовиною і енергією з зовнішнім середовищем. (Л. фон Берталанфі);
- Закрита система — система, в яких застосовується лише інформація, яка характеризує внутрішні зміни системи і блок управління є складовою частиною тієї системи, якою він управляє.

За складністю системи поділяються на:
- Прості —  мають невелику кількість взаємопов'язаних елементів і нерозгалужену структуру, виконують найпростіші функції, стан і динамізм цих систем легко описувати і аналізувати;
- Складні —  характеризуються розгалуженою структурою і великою кількістю взаємопов'язаних елементів. Такі системи можуть мати декілька різних структур, опис їх стану можливий;
- Дуже складні системи — системи, які неможливо детально і точно описати, тому що для опису потрібно більше часу ніж  той, який витрачається системою між змінами її стану, або рівень знань може бути недостатнім для розкриття суті зв'язків системи.

## Зв'язки з іншими поняттями та дисциплінами
Системи вивчає та використовує знання про системи і системність світу системологія, технічні та інформаційні системи управління та моделювання (математичне, інформаційне, технічне)відносять до кібернетики, системи-об'єкти та їх класифікацію розглядає систематика, системи та системне проектування розробляються в межах інженерних напрямків та спеціалізації технічних дисциплін, соціальні та політекономічні системи розглядають на синтетичних рівнях відповідних продуктивних напрямків. Штучне виділення об'єктів розгляду на рівні псевдосистем є методологічним прийомом для можливості адекватного модельного опису на системному рівні формалізованого опису об'єктів за функціональними ознаками.
Будь-який неелементарний об'єкт можна розглянути як підсистему цілого (до якого відноситься даний об'єкт), виділивши в ньому окремі частини і визначивши взаємодії цих частин, службовців якої-небудь функції.

### Елементи системи
Елемент системи — це технічний об'єкт, що входить до складу системи або підсистеми, і який при вирішенні конкретної сукупності задач недоцільно далі розбивати на частини. Наприклад, в складі підсистем приводу виконавчих органів в багатьох випадках доцільно виділити такі основні елементи: електродвигуни, зубчаті колеса, вали, осі, підшипники, виконавчий орган.
Під зовнішнім середовищем розуміють сукупність об'єктів технічного або природного характеру, що не входять до складу системи і володіють певними властивостями і параметрами, взаємодія з якими повинна враховуватися при вирішенні поставлених задач. Наприклад, для очисного вузькозахопного комбайна як зовнішнє середовище виступає людина-оператор, що безпосередньо керує вийманням вугільного пласта, шар по-роди, який вміщає вугільний пласт, вибійний конвеєр і мережа електропостачання.
При зміні масштабу задач, що ставляться, система, що вивчається може розглядатися як підсистема або елемент більш складної системи, а підсистема або навіть елемент — як система. Відповідно змінюється і сукупність об'єктів зовнішнього середовища.

## Властивості систем

### Пов'язані з цілями та функціями
1. Ефект синергії — односпрямованість (або цілеспрямованість) дій компонентів посилює ефективність функціонування системи.
2. Пріоритет інтересів системи ширшого (глобального) рівня перед інтересами її компонентів (ієрархічність).
3. Емерджентність — цілі (функції) компонентів системи не завжди збігаються з цілями (функціями) системи.
4. Мультиплікативність — і позитивні, і негативні ефекти функціонування компонентів в системі мають властивість множення, а не додавання.
5. Цілеспрямованість — діяльність системи підпорядкована певній цілі.
6. Альтернативність шляхів функціонування та розвитку.
7. Робастність — здатність системи зберігати часткову працездатність (ефективність) при відмові її окремих елементів чи підсистем.

### Пов'язані зі структурою
1. Цілісність — первинність цілого по відношенню до частин: появи у системи нової функції, нової якості, органічно випливають зі складових її елементів, але не властивих жодному з них, взятому ізольовано.
2. Неадитивність — принципова незводність властивостей системи до суми властивостей складових її компонентів.
3. Структурність — можлива декомпозицію системи на компоненти, встановлення зв'язків між ними.
4. Ієрархічність — кожен компонент системи може розглядатися як система (підсистема) ширшої глобальної системи.

Якщо лінійна динамічна система, описувана системою диференціальних рівнянь першого порядку із сталими коефіцієнтами, достатньо велика (складається з 10 або більше змінних) та її зв'язність менше 13% (критична зв'язність), то можна сказати, що така система майже стійка. Якщо її зв'язність більша 13%, вона майже нестійка. 
Коли ступінь організованості системи не дуже високий або навіть низький через неузгодженість та нецілеспрямованість взаємодії елементів системи, потенціал системи дорівнює або менше суми потенціалів складових елементів. При цьому зникає інтегративна властивість системи ("системність"), відтак система вже не існує. У добре організованій системі взаємодії структурних елементів взаємоузгоджені, цілеспрямовані та синхронізовані на досягнення спільної мети. Чим вища взаємоузгодженість дій елементів у системі, тим вища її організованість і тим більше перевищує потенціал системи суму (суперпозицію) потенціалів усіх складових елементів (підсистем). Такий ефект називають емерджентністю.

### Пов'язані з ресурсами та особливостями взаємодії із середовищем
1. Комунікативність — існування складної системи комунікацій із середовищем у вигляді ієрархії.
2. Взаємодія і взаємозалежність системи і зовнішнього середовища.
3. Адаптивність — прагнення до стану стійкої рівноваги, яке передбачає адаптацію параметрів системи до мінливих параметрів зовнішнього середовища (проте «нестійкість» не у всіх випадках є дисфункціональною для системи, вона може виступати і як умови динамічного розвитку).
4. Надійність — функціонування системи при виході з ладу однієї з її компонент, збереженість проектних значень параметрів системи протягом запланованого періоду.
5. Інтерактивність.

### Інші
1. Інтегративність — наявність системоутворювальних, системозберігальних факторів.
2. Еквіфінальность — здатність системи досягати станів, що не залежать від вихідних умов і визначаються тільки параметрами системи.
3. Спадковість.
4. Розвиток — характеризує зміну стану системи у часі. Це поняття допомагає пояснити складні термодинамічні й інформаційні процеси у природі та суспільстві.
5. Порядок.
6. Самоорганізація.